# Overlegorgaan van Joden en Christenen
Het Overlegorgaan van Joden en Christenen (OJEC) is een platform voor dialoog tussen joden en christenen in Nederland.
Binnen het OJEC komen officiële vertegenwoordigers van christelijke en joodse kerkgenootschappen, evenals enkele andere joodse organisaties, samen om te praten over onderwerpen die voor beide groepen van belang zijn. Dit gebeurt met wederzijds respect voor elkaars identiteit en op basis van volledige gelijkwaardigheid. De organisatie werd opgericht in 1981 door onder andere dominee Simon Schoon, rabbijn H. Rodrigues Pereira en Marion Kunstenaar.
De bij het OJEC aangesloten instellingen, zowel joods als niet-joods, beschouwen, naast religie en andere aspecten van het jodendom, de staat Israël als een essentieel onderdeel van de joodse identiteit.

## Deelnemers
De volgende instanties zijn aangesloten bij het OJEC:
- Nederlands-Israëlitisch Kerkgenootschap (NIK)
- Portugees-Israëlietische Gemeente
- Nederlands Verbond voor Progressief Jodendom (verbond van liberale en progressieve joodse gemeenten)
- Stichting PaRDeS
- Centrum Informatie en Documentatie Israël (CIDI)
- Katholieke Raad voor het jodendom (KRJ)
- Oud Katholieke Kerk
- Protestantse Kerk in Nederland (PKN)
- Christelijke Gereformeerde Kerken
- Doopsgezinden
- stichting Nes Ammim
- Centrum voor Israëlstudies (CIS)
- Internationale Raad van Joden en Christenen (ICCJ)
- Verenigde Pinkster- en Evangeliegemeenten (VPE)